# Брадж Нараян Чакбаст
Брадж Нараян Чакбаст (кашм. बृज नारायण चकबस्त, урду برج نارائن چکبست, англ. Brij Narayan Chakbast, 19 січня 1882, Файзабад, Уттар-Прадеш, Індія — 2 лютого 1926 там само) — індійський поет, прозаїк, публіцист. Писав на урду.

## Біографія
Після смерті батька в 1887 році родина переїхала в Лакхнау, де майбутній поет виріс, здобув освіту юриста, став успішним адвокатом. Ретельно вивчав поезію на урду. Активно займався суспільно-політичним життям, був переконаним прихильником місцевого самоврядування. 2 лютого 1926, перебуваючи на залізничній станції міста Рай-Барелі, раптово впав і помер через кілька годин у віці 44 років.

## Творчість
Поезія Чакбаста відображає вплив творчості Галіба, Мір Аніса і Аатіша. Автор близько 50 газелей, маснаві, п'єс, публікувати які почав з 1894 року. Основна тема віршів Чакбаста — патріотизм, єдність мусульман і індусів у боротьбі за права народу, за честь батьківщини. Його поезія відбила соціальні та політичні устремління індійської інтелігенції в першій чверті XX століття. Цікава публіцистика Чакбаста. Повне зібрання творів Чакбаста в поезії і прозі, опубліковані посмертно до сторічного ювілею з дня народження поета в 1983 році.

### Окремі твори
- Subh-e Watan
- Khak-e-Hind
- Gulzar-e-Naseem
- Ramayan ka
- Nala-e-Dard
- Nala-e-Yaas.